# Bronn
Bronn, también conocido como Ser Bronn del Aguasnegras, es un personaje ficticio de la saga Canción de hielo y fuego. Hace aparición en la adaptación televisiva de la obra, Juego de Tronos, donde es interpretado por el actor británico Jerome Flynn.
Bronn aparece como personaje secundario en la obra escrita, contando con un mayor protagonismo en la versión televisada, donde aparece como personaje recurrente en la primera temporada, y como personaje principal a partir de la segunda.

## Concepción y diseño
Bronn es representado como un mercenario con una filosofía amoral, un negro sentido del humor, con una actitud pragmática y sarcástica. Con todo, en la obra no es reflejado como alguien cruel ni sádico, simplemente valora aquello que a él le puede resultar beneficioso. No se deja coartar por la moral o la religión, siendo alguien implacable con sus objetivos. Astuto y perspicaz, es descrito como un diestro guerrero en batalla.
En la adaptación televisiva, Bronn tiene una mayor relevancia que en su contraparte escrita, primero como acompañante inseparable de Tyrion Lannister, y después de Jaime Lannister. Tiene la característica de actuar como brazo protector de los mencionados, además de alivio cómico. Bronn es uno de los personajes secundarios más importantes de la saga, puesto que salva a dos Lannister (Tyrion en El Valle, y Jaime en Alto Jardín), siendo de gran relevancia.

Tyrion - Si te dijera que mataras... digamos a un lactante, ¿lo harías sin hacer preguntas?
Bronn - Sin preguntas no... preguntaría cuánto.
Conversación de Tyrion y Bronn en Juego de Tronos

## Historia

### Juego de tronos
Su primera aparición es en la Posada de la Encrucijada, donde se pone al servicio de Catelyn Tully cuando ésta planea llevar a Tyrion Lannister como prisionero al Nido de Águilas. Bronn es uno de los que sobrevive al viaje, después de ser atacados por miembros de los clanes de las Montañas de la Luna.
Bronn permanece en el Nido de Águilas mientras se produce el juicio de Tyrion. Este demanda un juicio por combate, pero nadie se presenta como su campeón, y Lysa Arryn rechaza que lo sea Jaime Lannister, pues se halla muy lejos. Ante esta perspectiva, Bronn se postula como el campeón de Tyrion. Bronn tiene que combatir contra Ser Vardis Egen, el campeón de la Casa Arryn. Ser Vardis vestía una pesada armadura, mientras que Bronn apenas poseía protección, lo que le hacía moverse con mayor rapidez y sin cansarse; según transcurría la pelea, Ser Vardis comenzó a desplazarse de forma más torpe, hasta que finalmente Bronn lo mató.

Catelyn ya había visto pelear a Bronn. No fue casualidad que sobreviviera al viaje, mientras que otros habían muerto. Se movía como una pantera, y su fea espada parecía parte de su brazo.
Catelyn Tully acerca de Bronn

Bronn se pone al servicio de Tyrion, y ambos viajan a través de las Montañas de la Luna y llegan al campamento Lannister en las Tierras de los Ríos. Bronn combate en la Batalla del Forca Verde y después acompaña a Tyrion a Desembarco del Rey cuando es nombrado Mano del Rey en funciones.

### Choque de reyes
Bronn ejerce como capitán de la guardia personal de Tyrion, actuando en todo tipo de encargos que lo proporciona, principalmente relacionado con los bajos fondos de la capital y con el espionaje en la Fortaleza Roja.
Durante la Batalla del Aguasnegras, Bronn es el encargado de cerrar la gran cadena que debía de bloquear la entrada a la bahía del río Aguasnegras. Por su participación en la batalla, a Bronn le es concedido el título de caballero, pasando a ser conocido a partir de entonces como «Ser Bronn del Aguasnegras».

### Tormenta de espadas
Bronn sigue ejerciendo como principal brazo ejecutor de Tyrion, pese a que este ya no es Mano del Rey.
Tyrion es acusado del asesinato del rey Joffrey Baratheon, produciéndose una farsa judicial con testigos y pruebas amañadas por Cersei Lannister. Tyrion demanda un juicio por combate y quiere que Bronn vuelva a ser su campeón, pero él rehúsa cuando se entera de que el campeón de Cersei será Ser Gregor Clegane. En su lugar decide aceptar la oferta de Cersei, la cual le ofrece casarse con Lady Lollys Stokeworth a cambio de que le niegue ayuda a Tyrion.

### Festín de cuervos
Bronn contrae matrimonio con Lollys, trasladándose a vivir a Stokeworth con su nueva esposa. Lollys es una mujer mentalmente retrasada la cual quedó embarazada a raíz de sufrir una violación múltiple durante la Revuelta de Desembarco del Rey. Bronn decide ponerle al recién nacido el nombre de «Tyrion», lo que la reina Cersei se toma como una ofensa, creyendo que Bronn aún permanece leal a él.
La reina Cersei trama, junto a Falyse Stokeworth (hermana de Lollys), su asesinato. Manipula al esposo de ésta, Ser Balman Byrch, para que mate a Bronn. Sin embargo, Ser Balman resulta ser un hombre honorable y caballeroso, que reta a Bronn a un duelo, el cual este gana, no sin antes confesar el complot de Cersei. Bronn expulsa entonces a Lady Falyse y se autoproclama Lord Protector de Stokeworth, ya que ahora su esposa es la legítima Señora de Stokeworth.

## Adaptación televisiva

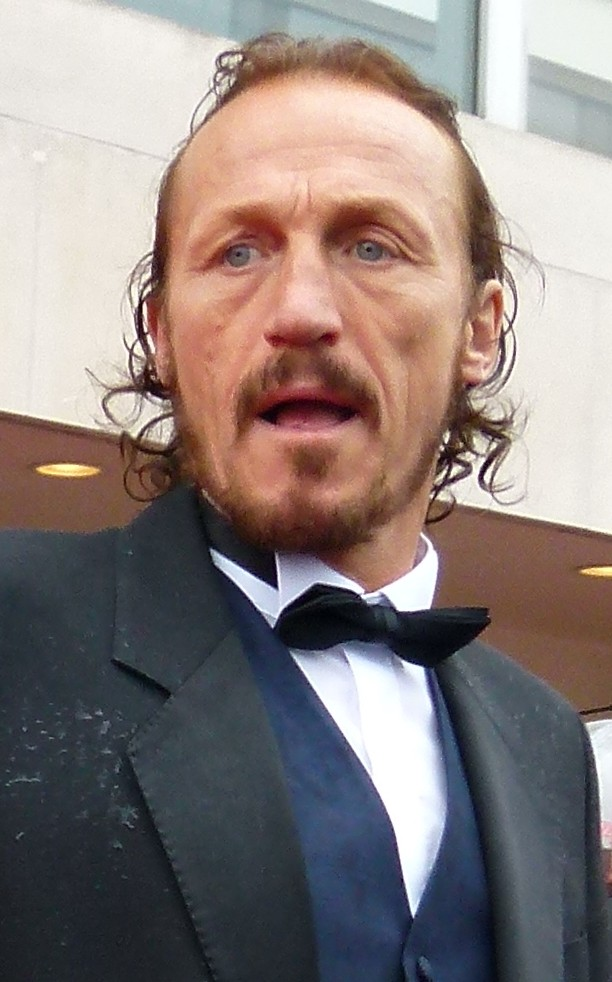
Jerome Flynn interpreta a Bronn

### Primera temporada
Bronn hace su primera aparición en el episodio Cripples, Bastards, and Broken Things, como personaje recurrente. Bronn es un mercenario que está presente cuando Catelyn Stark (Michelle Fairley) arresta a Tyrion Lannister (Peter Dinklage), poniéndose a su servicio para llevarlo hasta el Nido de Águilas. Por el camino entabla una relación de camaradería con Tyrion.
En el Nido de Águilas, Tyrion demanda un juicio por combate, pero ante la falta de ningún campeón, Bronn se ofrece a serlo. Se enfrenta a Ser Vardis Egen, el campeón de Lysa Arryn (Kate Dickie). Bronn, viendo que Ser Vardis vestía una pesada armadura, comienza a moverse rápidamente para cansarlo. Ser Vardis empieza a moverse con torpeza y sus movimientos se vuelven lentos y pesados, lo que hace que Bronn lo derrote y lo arroje por la Puerta de la Luna. Pese a las quejas de Lady Lysa de que Bronn no luchó honorablemente, se ve obligada a dejar a Tyrion en libertad.
Bronn y Tyrion viajan a través de las Montañas de la Luna, ya que Bronn decide ponerse a su servicio. Por el camino son emboscados por los clanes de las montañas, pero gracias a la labia de Tyrion consiguen salir ilesos y llegar a las Tierras de los Ríos, donde se hallan los ejércitos de la Casa Lannister. Bronn combate en la Batalla del Forca Verde, y en la noche antes de la batalla, es quien presenta a Tyrion a Shae (Sibel Kekilli), una prostituta de la que Tyrion se encaprichará.
Tyrion será nombrado por su padre Mano del Rey en funciones y parte hacia Desembarco del Rey; Bronn le acompaña.

### Segunda temporada
Bronn es nombrado capitán de la Guardia de Desembarco del Rey por Tyrion, después de destituir a Janos Slynt. Bronn acompaña a Tyrion en todo momento, y se encarga de cumplir todos los asuntos sucios que este le encarga.
Tras producirse la Revuelta de Desembarco del Rey, Tyrion le ordena a Bronn que restaure el orden en la ciudad, cosa que consigue aunque con métodos poco ortodoxos.
Momentos antes de la Batalla del Aguasnegras, Bronn se ocupa de evitar los saqueos y desórdenes que puedan ocurrir. Es el encargado de dirigir el lanzamiento del fuego valyrio que destruye la flota de Stannis Baratheon. También combate en las puertas de la ciudad, llegando incluso a salvar a Sandor Clegane (Rory McCann).
Los Lannister triunfan gracias a la llegada de Lord Tywin Lannister con los ejércitos de la Casa Tyrell. Lord Tywin, que asume el cargo de Mano del Rey, destituye a Bronn como capitán de la Guardia.

### Tercera temporada
Se descubre que Bronn ha sido nombrado caballero por su labor durante la Batalla del Aguasnegras, siendo conocido ahora como «Ser Bronn del Aguasnegras». Pese a que ya no es Mano del Rey, Bronn sigue estando al servicio de Tyrion, aunque exigiéndole que le pague el doble, pues ahora es un caballero ungido y no un simple mercenario.
Tyrion ahora ejerce como Consejero de la Moneda, estando Bronn a su lado todo el tiempo, proporcionándole no solo protección, sino también «asesoramiento».

### Cuarta temporada
Bronn comienza a ayudar a Jaime Lannister (Nikolaj Coster-Waldau) a entrenarse con su mano izquierda. Bronn busca un lugar discreto para evitar que alguien pudiera ver que el Lord Comandante de la Guardia Real, y uno de los espadachines más reconocidos de Poniente, es ahora un inútil.
El rey Joffrey Baratheon es asesinado durante su banquete nupcial. Tyrion es acusado del crimen por la reina Cersei. Bronn va a visitarlo a prisión donde le comunica que va a casarse con Lollys Stokeworth. Tyrion intuye que el matrimonio fue arreglado por Cersei, como una forma de que Bronn no se inmiscuyera en el juicio. Tyrion afirma que Lollys es mentalmente retrasada y la segunda hija de Lady Tanda Stokeworth, mientras que la heredera es Lady Falyse, pero Bronn insinúa que a Falyse le ocurrirá un accidente. Tyrion intenta convencerlo de que sea su campeón en el juicio por combate, pero Bronn se niega, afirmando que Ser Gregor Clegane (el campeón de Cersei) es demasiado peligroso. Tyrion lo entiende, y ambos amigos se despiden, esperando volver a verse alguna vez.

### Quinta temporada
Bronn pasea junto a su prometida, Lollys, por las cercanías de Stokeworth, cuando recibe la visita de Jaime Lannister. Este se dispone a efectuar un viaje de incógnito a Dorne, y quiere que Bronn sea su acompañante. A cambio promete entregarle una esposa mejor que la poco aguda Lady Lollys. Jaime planea llevar de vuelta a la princesa Myrcella Baratheon a Desembarco del Rey (la cual se hallaba como pupila de los Martell), pero quiere hacerlo de forma discreta, pues no desea provocar una guerra con Dorne.
Bronn y Jaime viajan en un barco que zarpa de Antigua. Ambos desembarcan en la costa dorniense donde se topan con varios hombres de la Casa Martell. A duras penas consiguen despacharlos, partiendo entonces rumbo a los Jardines del Agua, donde debería estar la princesa Myrcella.
Bronn y Jaime se topan con Myrcella y el príncipe Trystane Martell (Toby Sebastian). Sin embargo, descubren que las Serpientes de Arena los estaban esperando. Bronn y Jaime combaten contra ellas, pero la disputa es interrumpida por la llegada de Areo Hotah y sus hombres de los Martell, que arrestan a Bronn junto a las Serpientes de Arena. En prisión, Tyene Arena (Rosabell Laurenti Sellers) comienza a coquetear con Bronn, cuando este descubre que Tyene lo ha envenenado al producirle una herida en el brazo, siendo salvado en última instancia gracias a que Tyene le proporciona el antídoto.
Bronn es perdonado por el príncipe Doran Martell (Alexander Siddig), y parte hacia los muelles de regreso a Desembarco del Rey con Jaime, Myrcella y Trystane. Durante el viaje, Myrcella es envenenada por Ellaria Arena, la cual le introdujo el veneno antes de que partieran.

## Sexta temporada
Después de Brynden "Pez Negro" Tully captura Aguasdulces de Casa Frey, Jaime tiene Bronn para acompañarlo a Aguasdulces para ayudar a dirigir el sitio. Cuando se levanta el sitio, Bronn se une al ejército de Lannister en una fiesta en la casa de Frey, Los Gemelos. Está notablemente disgustado cuando varias criadas aparecen enojadas con Jaime, sin saber que en secreto es Arya Stark disfrazada. Regresa a Desembarco del Rey con Jaime, y, como Jaime, se sorprende al descubrir que las maquinaciones de Cersei han destruido el Septo de Baelor en su ausencia.

## Séptima temporada
Junto con Randyll y Dickon Tarly, Bronn asiste a Jaime Lannister en la captura de Altojardín, pero se descontenta cuando Jaime se niega a dejarlo guardar el castillo saqueado. A medida que la caravana Lannister regresa a Desembarco del Rey, son atacados por Daenerys Targaryen con su dragón Drogon y su horda de Dothraki. Bronn logra herir a Drogon con un escorpión, que obliga a Daenerys a desmontar, y salva a Jaime de ser quemado vivo por Drogon cuando Jaime ataca en Daenerys.